# Pedja jõgi
Pedja jõgi är ett vattendrag i Estland. Den är 124,9 km lång och därmed Estlands fjärde längsta flod. Pedja är ett nordligt vänsterbiflöde till Emajõgi och rinner igenom landskapen Lääne-Virumaa, Jõgevamaa, Viljandimaa och Tartumaa. Källan är vattentäkten Mällu veskijärv i Pandivere högland vid småköpingen Simuna i Väike-Maarja kommun och Lääne-Virumaa. Nedströms kallas den även för Pede och den utgör gränsflod mellan Viljandimaa och Tartumaa före sammanflödet med Emajõgi. Den största staden Pedja rinner igenom är Jõgeva.